# Geddy Lee
Geddy Lee (właśc. Gary Lee Weinrib; ur. 29 lipca 1953 w Toronto) – kanadyjski wokalista i basista. Gra także na instrumentach klawiszowych i gitarze akustycznej. Znany jest z występów w rockowej grupie Rush. Gra na sygnowanej swoim nazwiskiem gitarze basowej Fender Jazz Bass.
W 2006 roku piosenkarz został sklasyfikowany na 13. miejscu listy 100 najlepszych wokalistów wszech czasów według Hit Parader.

## Życiorys
Rodzice Geddy'ego byli żydowskimi emigrantami z Polski, ocalałymi z Holocaustu. Mary „Mania” (ur. Malka Bat Gerschon Elizer We Rachael Rubinstein) i Morris (ur. Moshe Meir) Weinrib, poznali się w starachowickim getcie. Przeżyli pobyt w obozach koncentracyjnych Auschwitz, Dachau i Bergen-Belsen, a po wojnie pobrali się i w 1947 roku wyemigrowali do Kanady. Geddy ma starszą siostrę i młodszego brata. 
Wychował się w Willowdale pod Toronto, gdzie ukończył Fisherville Junior High School.
W 1976 roku poślubił Nancy Young. Mają syna Juliana i córkę Kylę.
W 2000 roku wydał swój pierwszy solowy album pt. My Favorite Headache.

## Nagrody i wyróżnienia
- Bass Hall of Fame – magazyn Guitar Player
- 6-krotny laureat: „Best Rock Bass” – magazyn Guitar Player
- 1993 – „Best Rock Bass Player” Bass Player readers’ poll
- „Coolest Bass Line in a Song” (za utwór Malignant Narcissism) – magazyn Bass Player
- „Best 2007 Cover Feature” za Northern Warrior – magazyn Bass Player
- 1996 – oficer Orderu Kanady
- 2012 – odznaczony medalem Diamentowego Jubileuszu Królowej Elżbiety II

## Filmografia
Obok wielu filmów dokumentalnych wystąpił w epizodach kilku filmów fabularnych, m.in.:
- Stary, kocham cię (jako on sam, 2009, film fabularny, reżyseria: John Hamburg)[6]
- Detektyw Murdoch (jako Tom Sawyer, 2022, serial kryminalny)[7]
- Jak poznałem waszą matkę (jako on sam, 2013, serial komediowy)[8]
- Sunshine Sketches of a Little Town (jako Fred, 2013, serial komediowy)[9]